# 1. soška brigada
Za druge 1. brigade glejte 1. brigada.
1. soška brigada je bila brigada v sestavi Narodnoosvobodilne vojske in partizanskih odredov Jugoslavije in ki je delovala med drugo svetovno vojno na področju Julijske krajine.

## Organizacija
- štab
- 4x bataljon